# 融安直瓣苣苔
融安直瓣苣苔（学名：Ancylostemon ronganensis）为苦苣苔科直瓣苣苔属下的一个种。

## 扩展阅读
- 維基物種上的相關：融安直瓣苣苔